# Drumnadrochit
Drumnadrochit è un villaggio nell'Area amministrativa Highland della Scozia. Si trova sulla sponda occidentale di Loch Ness, all'estremità orientale di Glenurquhart. Ci risiedono tra 2000 e 4 000 abitanti.
Il villaggio è meta estremamente popolare tra i turisti. Tra le attrazioni principali vi sono diverse mostre sul mostro di Loch Ness ed il Castello di Urquhart è a poca distanza.
È stato ambientato un pezzo del film "Scooby-Doo e il mostro di Loch Ness"